# Gola Świdnicka

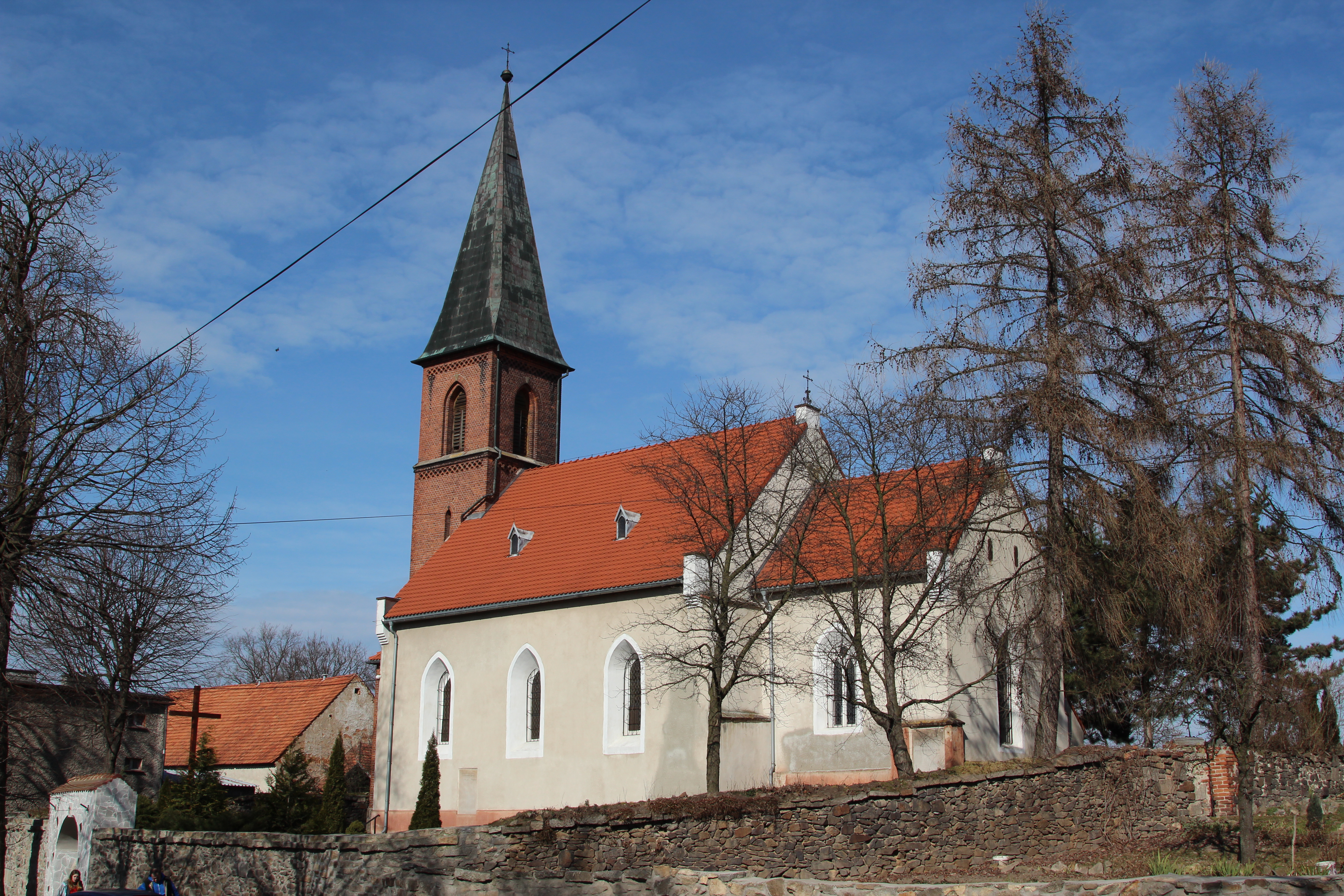
Kirche St. Martin in Gola Świdnicka

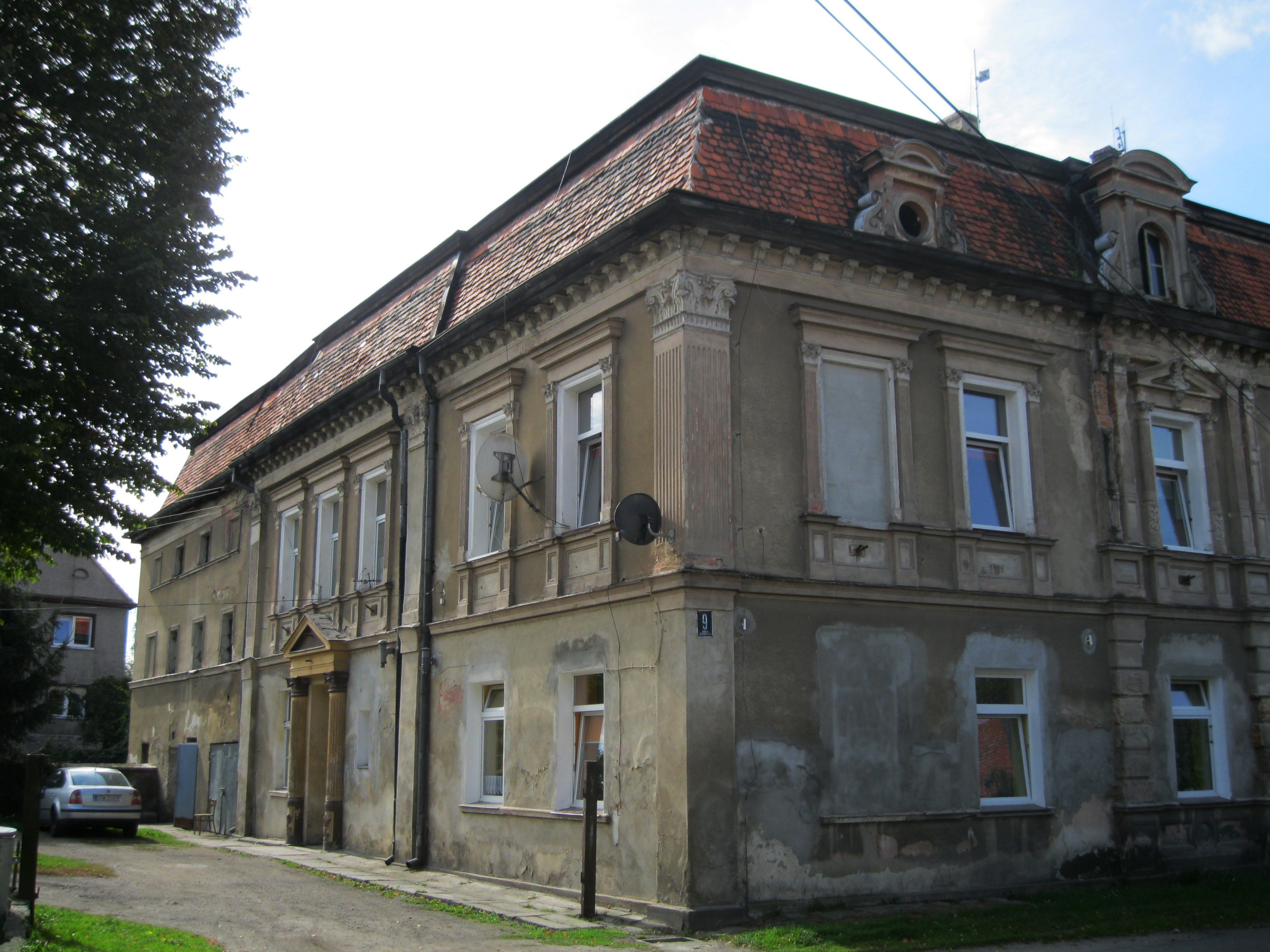
Schloss Guhlau

Gola Świdnicka (deutsch Guhlau auch Göhlau) ist ein Dorf in der Landgemeinde Marcinowice im Powiat Świdnicki der Woiwodschaft Niederschlesien in Polen.

## Lage
Gola Świdnicka liegt etwa 16 km nordöstlich von Świdnica (Schweidnitz) und 38 km südwestlich von Breslau.
Nachbarorte sind Krasków (Kratzkau) im Südwesten, Domanice (Domanze) im Nordwesten, Chwałów (Qualkau) im Norden, Szczepanów (Stephanshain) im Süden, Strzelce (Strehlitz) im Südosten und Tworzyjanów (Floriansdorf) im Osten. 

## Geschichte
Besitzer von Guhlau waren: 1626 George von Ronau, bis 1698 Johann Friedrich Kasimir von Hentschel, 1702 Johann Gottfried Baron von Hentschel und schließlich Ende des 18. Jahrhunderts der königlich preußische Justizrat Baron von Seidlitz auf Girlachsdorf. Nach dem Ersten Schlesischen Krieg fiel Guhlau 1741/42 an Preußen. Die alten Verwaltungsstrukturen wurden aufgelöst und Guhlau in den Landkreis Schweidnitz eingegliedert. 1785 zählte das Dorf ein Vorwerk, 30 Gärtner, sechs Häusler und 200 Einwohner. Die um 1500 erbaute Pfarrkirche von Guhlau wurde während der Reformationszeit protestantisch und nach dem Dreißigjährigen Krieg den Katholiken zurückgegeben. Guhlau war evangelisch nach Girlachsdorf gepfarrt und gehörte zum Amtsbezirk Girlachsdorf.
Als Folge des Zweiten Weltkriegs fiel Guhlau mit dem größten Teil Schlesiens 1945 an Polen. Nachfolgend wurde es durch die polnische Administration in Gola Świdnicka umbenannt. Die deutschen Einwohner wurden, soweit sie nicht schon vorher geflohen waren, vertrieben. Die neu angesiedelten Bewohner stammten teilweise aus Ostpolen, das an die Sowjetunion gefallen war.

## Sehenswürdigkeiten
- Die römisch-katholische Filialkirche St. Martin (Kościół filialny pw. św. Marcina) wurde um 1500 erbaut. Der neugotische Backsteinturm stammt aus der Zeit des 19. bis 20. Jahrhunderts. Zur Ausstattung gehören ein Gemälde des hl. Martin aus dem 17. Jahrhundert, zwei Altäre und eine Kanzel im Stil des Klassizismus.[3]
- Das Schloss Guhlau (Dwór Gola Świdnicka) wurde 1860 erbaut und 1880 erweitert. Es ist ein zweistöckiges Wohngebäude auf einem rechteckigen Grundriss mit Mansardendach.[4]